# Зальберг, Карл Рейнгольд
Карл Рейнгольд Зальберг (фин. Carl Reinhold Sahlberg; 1779—1860) — финский биолог (энтомолог и ботаник), один из основоположников биологии в Финляндии.

## Краткая биография
В возрасте шестнадцати лет стал студентом Королевской академии Або, где более всего увлёкся лекциями по естествознанию. Ещё будучи студентом, в 1799 году приступил к преподавательской деятельности, а после окончания в 1801 году академии, некоторое время практиковался в сельской местности, затем поступил ассистентом в ботанический сад.
В 1802 году получил степень доктора философии. С 1804 года преподавал естествознание, а затем учился медицине и был назначен адъюнктом по медицине и демонстратором по ботанике; затем секретарём Медицинской коллегии.
В 1818 году стал ординарным (штатным) профессором естествознания и экономии. Сделал несколько поездок с научной целью в Санкт-Петербург и по разным провинциям Швеции.
После великого пожара в Або 1827 года, в результате которого Королевская академия очень сильно пострадала, занимался организацией преподавания биологических наук в Гельсингфорсском университете, ставшем преемником академии. Он покупал новые биологические коллекции для университетского музея, принимал участие в организации ботанического сада.
После выхода в отставку, заведовал музеями и Ботаническим садом в Або (Турку).
Научные труды Зальберга касаются преимущественно энтомологии.
В Финском музее естествознания Хельсинкского университета находится коллекция насекомых, собранная Зальбергом.
В честь Зальберга названы:
- Sahlbergiini Kistner, 1993 — триба стафилинид;
- Cicindela sahlbergii Fischer von Waldheim, 1824 — вид жуков-скакунов из семейства Жужелицы (Carabidae);
- Tetraponera sahlbergii Forel, 1887 — вид муравьёв из подсемейства Pseudomyrmecinae.

## Избранные труды
- «Dissertatio entomologica insecta Fennica enumerans (Coleoptera)» (2 т., 1817—1839)
- «Periculum entomographicum etc.» (5 частей, 1823)